# Hynek Němec

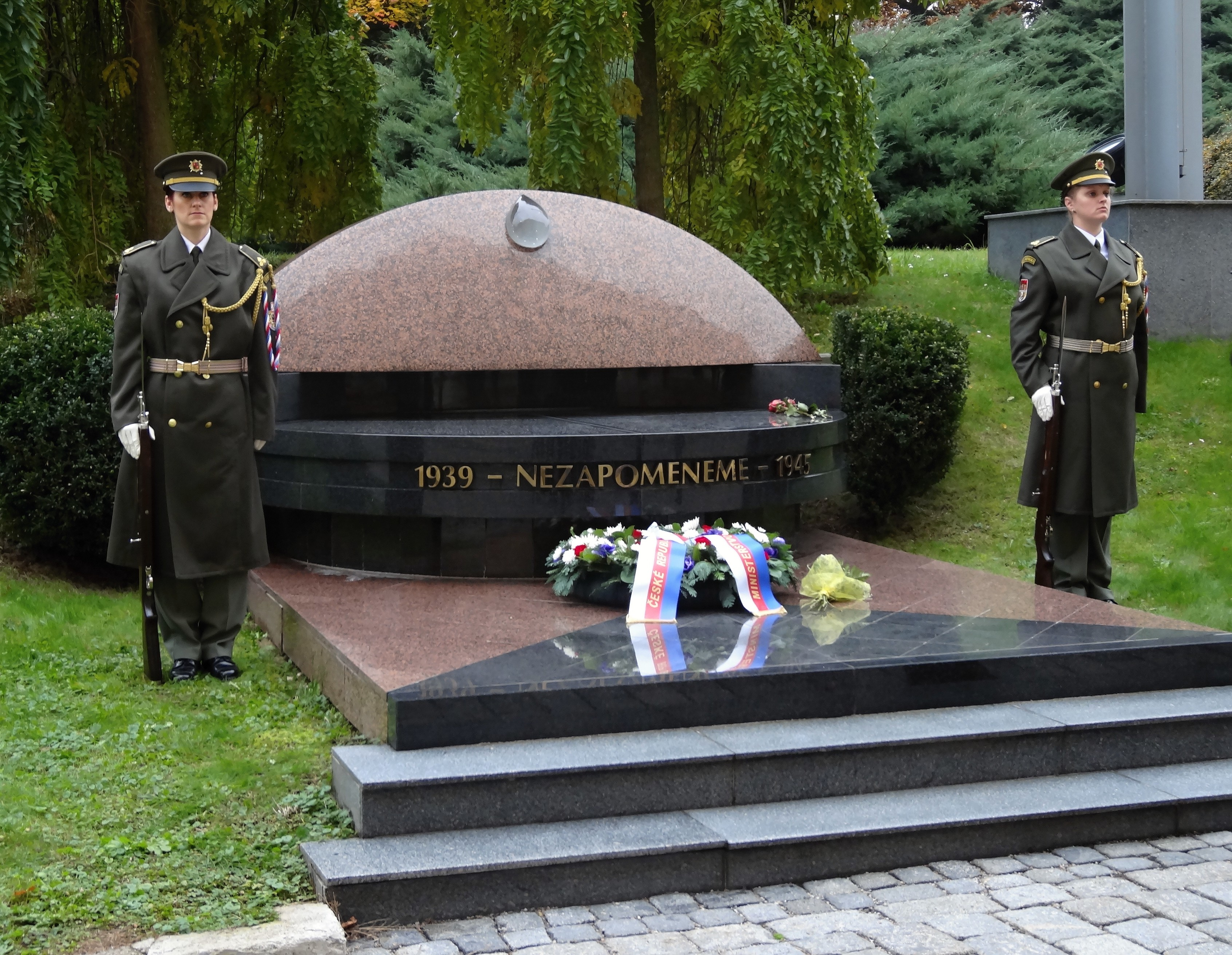
Pomník důstojníků GŠ
(obětí z let 1939–1945)

Hynek Němec (5. dubna 1902 Volyně – 19. srpna 1942 Věznice Plötzensee) byl československý důstojník a odbojář z období druhé světové války popravený nacisty.

## Život

### Před druhou světovou válkou
Hynek Němec se narodil 5. dubna 1902 ve Volyni na Strakonicku v rodině Františka Němce a Anny, rozené Koubové. V rodném městečku vychodil obecnou školu, poté se rodina přestěhovala do Rychnova nad Kněžnou, kde mezi lety 1913 a 1921 studoval na gymnáziu. V září 1921 nastoupil prezenční vojenskou službu a započal studium na Vojenské akademii v Hranicích, které ukončil v roce 1923, následně sedm let sloužil již jako voják z povolání u dělostřeleckého pluku 104 v Hradci Králové. Mezi lety 1931 a 1934 studoval na Vysoké škole válečné v Praze a poté sloužil ve vysokých funkcích u velitelství 7. divize v Olomouci. Posledního dne roku 1936 byl přeložen k Ministerstvu národní obrany na post referenta všeobecné skupiny, kde působil až do rozpuštění Československé armády v létě 1939. Souběžně mezi roky 1936 a 1937 vystudoval dálkově dva semestry na Českém vysoké učení technickém. Dosáhl hodnosti majora.

### Protinacistický odboj
V době německé okupace v březnu 1939 a následném rozpuštění Československé armády byl Hynek Němec k 2. červnu převeden ke Státnímu výzkumnému a zkušebnímu ústavu v Praze s tím, že na místo nastoupí později, a 3. srpna 1939 začal pracovat jako vrchní komisař po Ministerstvem veřejných prací. Zapojil se do protinacistického odboje v řadách Obrany národa jako přednosta zpravodajského oddělení jejího Zemského veliteství - Čechy. V jeho působnosti bylo zajišťování spojení jednotlivých krajských velitelství se Zemským velitelstvím v Praze, spolupracoval s tzv. Schmoranzovou skupinou tiskových tajemníků, spolupodílel se na organizaci útěků československých občanů do zahraničí a shromažďování a ukrývání zbraní. Za svou činnost byl 15. prosince 1939 zatčen gestapem a brutálně vyslýchán v Petschkově paláci. Následně byl vězněn v pankrácké věznici, Gollnowě a berlínské věznici Alt-Moabit. Dne 20. listopadu 1941 byl lidovým soudem společně s dalšími příslušníky velení Obrany národa odsouzen k trestu smrti za velezradu a poté převezen do další berlínské věznice Plötzensee. Zde byl 19. srpna 1942 popraven gilotinou.

## Posmrtná ocenění a připomínka
- Hynek Němec byl in memoriam povýšen do hodnosti plukovníka generálního štábu
- Hynku Němcovi byl in memoriam udělen Československý válečný kříž 1939
- Pomník důstojníků Generálního štábu, obětí z let 1939 – 1945 (Pomník padlým a popraveným absolventům Vysoké školy válečné před sídlem Ministerstva obrany ČR[1]) v Praze 6, Tychonova 270/2, v objektu Ministerstva obrany ČR. Pomník byl slavnostně odhalen 11. listopadu 2004 a jeho autorem je akademický sochař Peter Nižňanský[1] (Ve výčtu jmen je uveden: plk. gšt. Hynek Němec (1902–1942))